# Ca l'Amado Carreras
Ca l'Amado Carreras és una masia del segle xviii del municipi de Blanes (Selva) inclosa en l'Inventari del Patrimoni Arquitectònic de Catalunya. Està situada al passeig de Carles Faust, pujada al jardí botànic. Encara que profundament restaurada al segle xx, conserva encara molts elements originaris, com la porta principal adovellada o algunes finestres quadrangulars amb llinda monolítica. A l'interior té una capella, de la qual sobresurt el campanar sobre la façana principal.

## Descripció
Es tracta d'una construcció les arrels de la qual cal buscar-les en el segle xviii. En ella conviuen i imperen dos tipus de lèxics diferents: per una banda, tenim els trets característics acords amb els seus orígens del segle xviii, és a dir la porta principal adovellada, les finestres quadrangulars amb llinda monolítica. Mentre que per l'altra, els motius propis que van ser generats per la profunda i intensa restauració que va experimentar la casa en el segle xx, com ara la gran profusió d'obertures d'arc de mig punt, la claredat i nitidesa estructural i compositiva, l'ordre racional...
És interessant especificar, que a l'interior s'ubica una capella, de la qual sobresurt el campanar d'espadanya sobre la façana principal, el qual ens indica que ens trobem amb una construcció senyorial important de grans dimensions i proporcions. D'altra banda, cal ressenyar tres elements importants: en primer lloc, el rellotge de sol ubicat en la façana principal, que aporta un to de majestuositat i atemporalitat a l'edifici. En segon lloc, la porta adovellada principal de l'entrada, la dovella intermèdia, ubicada en el bell mig de l'arc, conté una inscripció gravada, com és la data de remodelació de l'edifici.
La capella interior de la casa, és delatada, no només pel campanar d'espadanya, sinó també i sobretot per una construcció de petites dimensions, projectada o dissenyada a la manera de cimbori de planta octogonal.

## Història
Originàriament aquesta era propietat del senyor Amat Carreras. La casa, era veïna del Convent i segurament, temps enrere, hauria sigut utilitzada pels frares com a terra de conreu i vinya. Aquesta casa, coneguda popularment com a Ca l'Amado, presentava una gran galeria de vitralls que pràcticament l'envoltava en la seva totalitat, també per la part posterior que mirava a la tranquil·la cala de Sa Forcanera.
Durant la Guerra Civil va ser greument afectada per un bombardeig i el seu estat ruïnós va deixar a la vista de tothom una part de les parets interiors. L'arquitecte Francesc Folguera, autor del Poble Espanyol de Barcelona i que estiuejava a Blanes, va ser el qui la va construir de nou a la dècada dels anys quaranta. Folguera va contribuir notablement a l'embelliment de la vila un seguit de construccions, tant religioses com civils. En són una prova la reconstrucció del temple parroquial de Santa Maria, la creació del marc arquitectònic del Monument a Ruyra o la Casa Orench, una cèntrica pastisseria emplaçada al carrer Jaume Ferrer de Blanes i coneguda com el “Palau de la Dolçor”. El matrimoni format per Amat Carreras i Pou (Blanes ap 1864-Barcelona 1919) i Ramona Miquel i Carreras residien a Barcelona, on regentaven un establiment comercial dedicat a la importació del sucre i altres productes colonials. El senyor Carreras, juntament amb Vicenç Coma i Soley, va ser el promotor del tradicional repartiment de joguines per als nens pobres que es feia a l'Esbarjo el dia de Reis. La família Carreras va marxar de Blanes cap a la capital catalana en els primers anys del segle xx, com van fer en anys successius altres famílies emprenedores que volien prosperar en els seus negocis. Molts d'ells tornaven al seu poble per passar-hi llargs períodes de vacances a la casa que encara conservaven, o bé en cases de lloguer, ja que s'hi sentien molt identificats. Amb les noves generacions, aquests lligams anirien desapareixent. Alguna de les antigues famílies blanenques que emigraren, ja no han visitat mai més la vila i s'ha perdut tot rastre d'ells.
A mitjans del segle xx, l'edifici va experimentar una rehabilitació i intervenció a escala general que va afectar tota l'edificació. La casa va experimentar una profunda rehabilitació i intervenció en segle xx, concretament en la dècada dels anys quaranta. Una intervenció, que va ser dirigida per un arquitecte important com va ser Francesc Folguera. Francesc Folguera i Grassi ja era un arquitecte d'obra acreditada quan va rebre l'encàrrec de Tecla Sala. Participava d'un moviment conegut com a Noucentisme, que representava el moment àlgid de l'europeisme a Catalunya. Impulsat per Eugeni d'Ors, aquest moviment predicava “una major simplicitat, un ordre més normatiu i la necessitat de posar, davant del caprici arquitectònic burgès, un to, un cànon”. Folguera va néixer a Barcelona el 1891 i va estudiar a la Facultat de Ciències i a l'Escola d'Arquitectura de Barcelona, de la qual, més tard, va ser professor. Va intervenir en obres de restauració i arranjament de diverses esglésies i va rebre més encàrrecs d'art religiós que no pas d'arquitectura civil. Fou durant els anys 20 quan va començar a rebre encàrrecs com el famós Teatro Circo Olympia i va ser designat arquitecte director del Poble Espanyol en el que va ser l'Exposició Internacional de Barcelona de l'any 1929. La tardor d'aquest mateix any, Folguera va iniciar les obres de construcció del Casal Sant Jordi, la seva obra més significativa.